# Episodi di Weeds (ottava stagione)
L'ottava e ultima stagione della serie televisiva Weeds, composta da 13 episodi, è stata trasmessa negli Stati Uniti sul canale Showtime dal 1º luglio al 16 settembre 2012.
Il 26 ottobre 2015 è stata pubblicata su Mediaset Infinity. Dal 18 marzo al 10 giugno 2016 è andata in onda in prima visione su Rai 4.
| nº | Titolo originale                     | Titolo italiano                           | Prima TV USA      | Prima TV Italia |
| -- | ------------------------------------ | ----------------------------------------- | ----------------- | --------------- |
| 1  | Messy                                | Casinisti                                 | 1º luglio 2012    | 26 ottobre 2015 |
| 2  | A Beam of Sunshine                   | Un raggio di sole                         | 8 luglio 2012     | 26 ottobre 2015 |
| 3  | See Blue and Smell Cheese and Die    | Vendetta tremenda vendetta                | 15 luglio 2012    | 26 ottobre 2015 |
| 4  | Only Judy Can Judge                  | Nessuno mi può giudicare                  | 22 luglio 2012    | 26 ottobre 2015 |
| 5  | Red in Tooth and Claw                | Denti e artigli insanguinati              | 29 luglio 2012    | 26 ottobre 2015 |
| 6  | Allosaurus Crush Castle              | Allosaurus frantuma castello              | 5 agosto 2012     | 26 ottobre 2015 |
| 7  | Unfreeze                             | Muovetevi                                 | 12 agosto 2012    | 26 ottobre 2015 |
| 8  | Five Miles from Yetzer Hara          | A otto kilometri da yetzer hara           | 19 agosto 2012    | 26 ottobre 2015 |
| 9  | Saplings                             | Alberelli                                 | 26 agosto 2012    | 26 ottobre 2015 |
| 10 | Threshold                            | Una buona idea                            | 2 settembre 2012  | 26 ottobre 2015 |
| 11 | God Willing and the Creek Don't Rise | Se Dio non vuole il ruscello non straripa | 9 settembre 2012  | 26 ottobre 2015 |
| 12 | It's Time (Part 1)                   | È ora - I parte                           | 16 settembre 2012 | 26 ottobre 2015 |
| 13 | It's Time (Part 2)                   | È ora - II parte                          | 16 settembre 2012 | 26 ottobre 2015 |